# 18735 Chubko
18735 Chubko là một tiểu hành tinh vành đai chính với chu kỳ quỹ đạo là 1908.6657827 ngày (5.23 năm).
Nó được phát hiện ngày 23 tháng 6 năm 1998.